# Vallens slott
Vallens slott (før 1658 dansk: Valden slot) ligger i Våxtorp, Laholms kommun i Hallands län i Sverige. Slottet har omkring 40 rum og er bygget i empirestil.